# Moralia in Job de Císter
El Moralia in Job de Císter es un manuscrito iluminado que data de principios del siglo XII, producido en la Abadía de Cister. El manuscrito se encuentra en la Biblioteca Municipal de Dijon (ms. 168-170 y 173). Es conocido por las iniciales historiadas cargadas de humor presentes en los márgenes del texto.

## Contexto histórico
El manuscrito fue originalmente copiado en dos volúmenes dentro del nuevo monasterio de la propia Abadía de Císter, durante el abadiato de Esteban Harding, justo después de finalizada la conocida como Biblia de Esteban Harding. El primer volumen está fechado precisamente en 1111 dato conocido gracias al colofón situado en el fol. 92 del ms.170; el segundo se completó durante la misma década.
Se han distinguido las manos de tres amanuenses en el texto, siendo el tercero el primer copista en la Biblia de Esteban Harding. 
El primer volumen se dividió en 3 volúmenes en fecha desconocida (mss.168-170). Durante la Revolución, el cierre de la abadía provocó el traslado de su biblioteca a la biblioteca municipal de Dijon. La encuadernación de los cuatro volúmenes fue restaurada durante el XX.

## Descripción
Los Moralia sive Expositio in Job de San Gregorio Magno es uno de los libros más copiados por los scriptoria monásticos de la Edad Media. El primer volumen, conservado en tres tomos, contiene los capítulos del 1 al 16. Contiene también en particular un gran frontispicio inicial en el verso del folio 4, así como una representativa carta de Gregorio ofreciendo su manuscrito a Leandro de Sevilla (fol. 5r). El segundo volumen contiene iniciales ornamentadas, mientras que el tercero contiene 5 iniciales que representan a monjes trabajando. El segundo volumen contiene los capítulos 17 a 35 y recoge 17 iniciales decoradas, en particular, que representan monjes en el trabajo, o laicos coetáneos, personajes bíblicos o híbridos zoomorfos luchando entre sí.

El mismo iluminador es el autor de todas las iniciales. Es también autor de las decoraciones de la Biblia de Stephen Harding, de un manuscrito de las cartas y sermones de Jerónimo (Ms.135) y de los Exposiciones sobre los Salmos de San Agustín (Ms.145 y 147). Varios detalles de sus decoraciones sugieren que era de Inglaterra: así, el arroyo y el pájaro de la letra inicial Q (Ms.173, f.174) se encuentran en las decoraciones del mes de octubre de varios salterios anglosajones. No se sabe que ningún monje de Císter en este momento sea de ascendencia inglesa, aparte de Esteban Harding. Algunos historiadores del arte no dudan en afirmar que el mismo abad podría ser el autor de estas decoraciones.

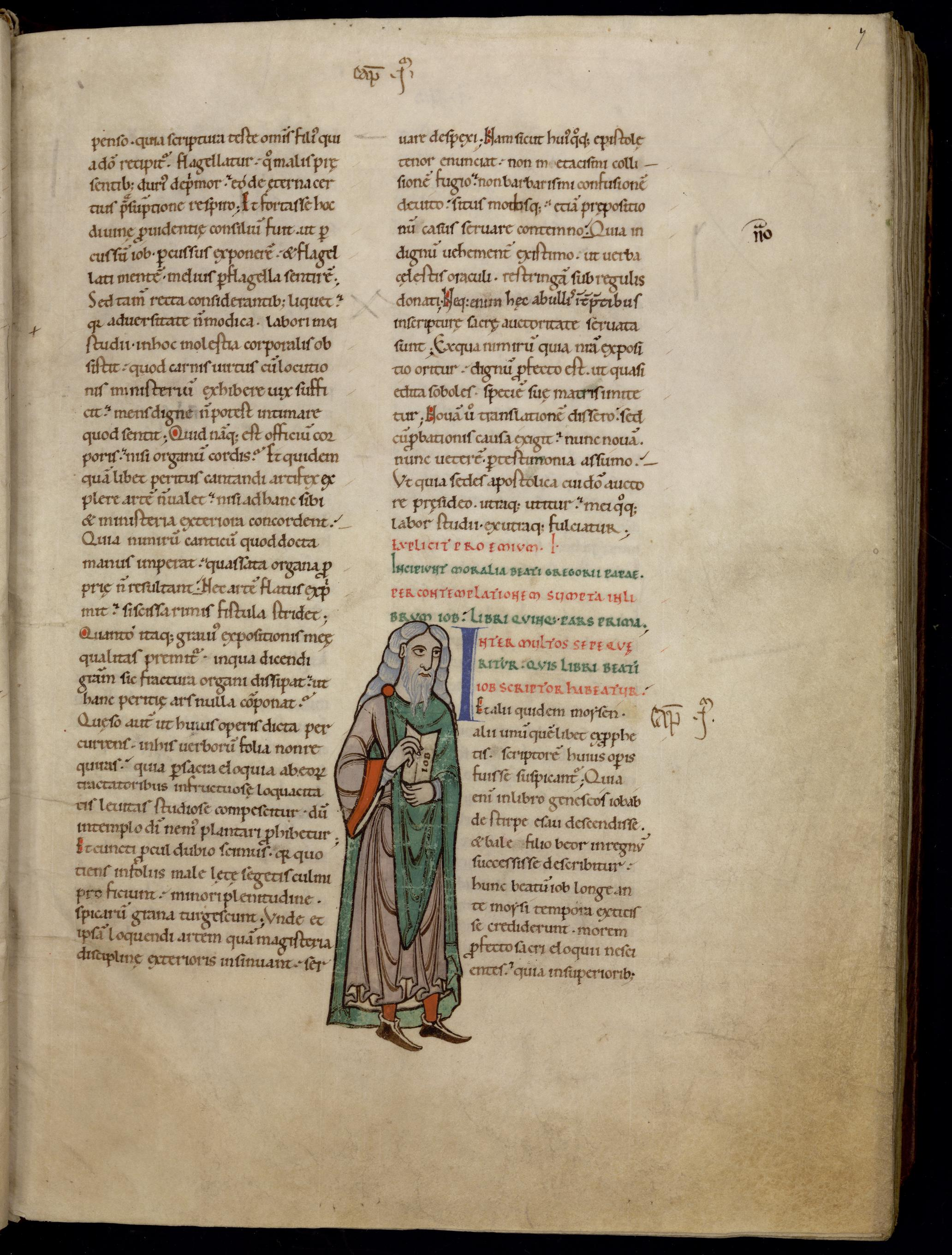
Job sosteniendo su libro, ms 168, fol. 7R
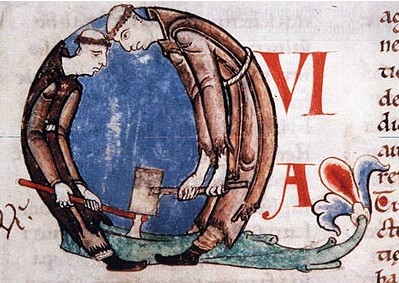
Monjes cortando un tronco, Ms 170, fol. 59
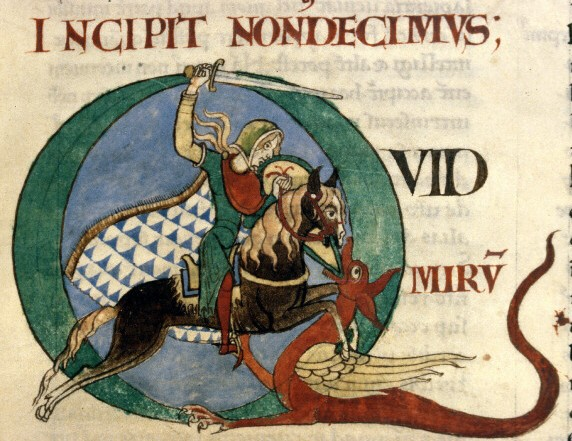
Caballero luchando contra un dragón, Ms.173, fol. 20
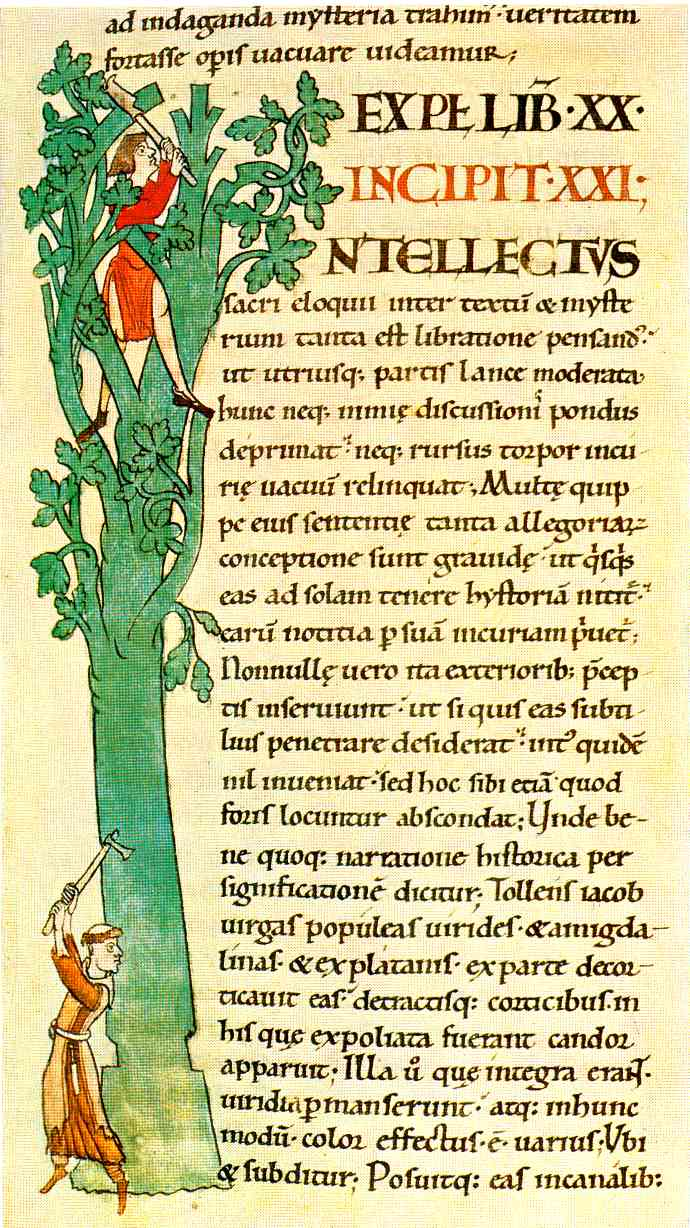
Monjes cortando un árbol, Ms.173, fol. 41r.